# صنعت معنویت
صنعت معنویت (به انگلیسی spirituality industry) به کسب و کارهای شکل گرفته حول ترویج معنویت و مسائل معنوی میان مردم گفته می‌شود. این عبارت بیشتر در شبه قاره هند به دلیل اقبال مردم به افراد مدعی معنویت و به عنوان نقدی بر تجاری شدن مسئله معنویت استفاده شده است. از جمله نمونه‌های این موضوع بابا رامدو(Baba Ramedev) است که توانسته است پس از کسب شهرت در سال ۲۰۰۴ یک امپراطوری تجاری راه اندازی کرده است و چندبیمارستان، دانشگاه و کسب و کار املاک راه اندازی کرده است. بابا رمدو توانسته است با گسترش برند خود خط تولید داروهای گیاهی راه اندازی بکند سپس وارد بازار محصولات غذایی شده است و با تولید رشته سوپ وارد رقابت با برندهای معروفی همچون نستله و یونیلور در بازار هند شده است. بیشتر این کسب و کارها موفقیت‌های تجاری اوشو در جذب مخاطبان غربی را الگوی خود قرار داده‌اند.
در کشور آمریکا تحقیقات پیرامون گره زدن اعتلای معنویت به مصرف گرایی و خرید کالا مورد بررسی قرار گرفته است و عنوان شده است که زنان جزو بازار هدف این گونه کسب و کارها هستند.